# Hanna Krall
Hanna Krall, née  à Varsovie le 20 mai 1935, est une écrivaine et dramaturge polonaise.

## Biographie
Elle est d'abord journaliste spécialisée dans le reportage qui décrivait la vie quotidienne et le destin des gens apparemment communs.
En 1977 a paru son livre le plus célèbre : Prendre le bon Dieu de vitesse, une transcription historiquement documentée et personnalisée de ses conversations intimes avec Marek Edelman, militant socialiste, bundiste et dernier dirigeant survivant du soulèvement dans le ghetto de Varsovie. Journaliste jusqu'en 1981, puis scénariste, notamment pour Krzysztof Kieslowski, elle a d'abord été interdite de publication dans son pays, avant d'être traduite dans quinze langues. Plusieurs de ses livres sont disponibles en français, notamment  "Les Retours de la mémoire", Albin Michel (1993), "Preuves d'existence", "La sous-locataire", et aux Éditions Gallimard, "Là-bas, il n'y a plus de rivière" (2000) "Danse aux noces des autres" (2003), "Le roi de cœur" (2008).
Dans son œuvre le thème principal est l'enchevêtrement des destins humains, la plupart des récits touche la problématique de la recherche de l'identité ou les histoires entremêlées des polonais-juifs-allemands durant la Seconde Guerre mondiale et les années de l'après-guerre. Dans ses romans et ses récits, elle applique la technique de reportage: des raccourcis, exposition des détails qui s'élèvent parfois au rang de leitmotiv, le commentaire d'auteur. Un des traits caractéristiques de son écriture est la démonstration de la construction, des coutures, de son atelier d'écrivain, ce qui donne l'apparence de l'austérité et en même temps souligne le jeu entre la vérité et la fiction.